# Нощна стража (роман)
Вижте пояснителната страница за други значения на Нощна стража.
Нощна стража (на английски: Night Watch) е роман от жанра хумористично фентъзи. Издаден през 2002 г., той е двадесет и осмата книга от поредицата на Тери Пратчет – Светът на диска. Главни действащи лица в романа са полицаите от Анкх-Морпоркската градска стража, а главен герой е Самюел Ваймс.
Илюстрацията на корицата на книгата е дело на британския художник Пол Кидби. Тя представлява пародия на картината на Рембранд Нощна стража, като оригиналните образи в нея са комично заместени от персонажите в романа.
В романа са описани еквиваленти на Испанската инквизиция, в лицето на Неспоменаваните, както и на Френската революция.

## Сюжет
Внимание:  Текстът по-долу разкрива сюжета на произведението (или части от него)!
На 25 май – ден на гибелта на Джон Кийл, герой и пример за младия Самюел Ваймс и негов пръв учител в тънкостите на полицейската работа, командир Самюел Ваймс попада в магическа клопка на времето, докато преследва Карсър – прочут сериен убиец. Когато се събужда, той открива, че е спасен от госпожица Палм (която той познава като Госпожа Палм от Гилдията на шивачките). Ваймс осъзнава, че по някакъв начин е бил прехвърлен назад във времето.
Самюел Ваймс решава да поиска от магьосниците от Невидимия университет да му помогнат да се прехвърли обратно в своето време, но по пътя бива арестуван за нарушаване на полицейския час от младия Самюел Ваймс и негови колеги от Нощната стража. Ваймс среща Карсър в тъмницата на полицейския участък на Шосето на петмезената мина, но непосредствено след това престъпникът бива пуснат на свобода. По-късно Карсър става един от Неспоменаваните – тайната полиция, подчинена пряко на Патриция и тероризираща гражданите.
Когато отвеждат Самюел Ваймс при капитана на участъка, времето бива спряно от монаха на времето Лу Тзе и Ваймс научава какво точно се е случило, както и че трябва да приеме самоличността на сержант Джон Кийл (който също пристига в града, но е убит от Карсър). След като става ясно, че Ваймс и Карсър са били прехвърлени в миналото заради разкъсване на пространствено–времевия континуум в близост до Невидимия университет, Лу Тзе оставя времето да продължи и Ваймс се представя пред капитана на участъка за сержант Кийл.
Ваймс бива назначен на длъжност сержант-пристав и, прегърнал новата си самоличност, преподава на младия Ваймс ценните уроци, които той самият е получил от истинския Кийл. Връхна точка на историята е Революцията, за която се загатва в началото на романа. След като обезврежда главната квартира на Неспоменаваните, Сам Ваймс барикадира няколко улици с цел да поддържа реда и да предпази хората си от кръвопролития. През нощта барикадите се придвижват напред и в резултат на присъединяването на нови и нови квартали, в крайна сметка основната част от града се оказва под контрола на Ваймс и подчинените му.
Управителят на града бива убит (от младия Хавлок Ветинари) и новият Патриций лорд Щракникуфар обявява пълна амнистия. Лордът гледа на сержант Кийл и неговите хора като на пречка за новото управление и изпраща Карсър заедно с Дворцовата стража със заповед Нощната стража да бъде премахната. Това довежда до последна битка, в която загиват няколко полицаи (и чиято памет техните живи и немъртви колеги честват на 25 май). В крайна сметка, след ново спиране на времето и „коригираща“ намеса на монасите на времето, Ваймс успява да се добере до Карсър и двамата биват прехвърлени отново в настоящето.
В края на произведението се ражда синът на Ваймс – Сам (с помощта на вече възрастния доктор Лоун, с когото Ваймс се запознава по време на престоя си в миналото). Ваймс, комуто мисълта за малкия Сам и луд убиец в един и същи град не дава мира, намира Карсър на гробищата и успява да го арестува. Обещава му справедлив процес и след това бесило и по този начин приключва случая пред погледа на появилия се от мрака Патриций. Става ясно, че през годините лорд Ветинари се е съмнявал дали сержант Джон Кийл не е всъщност Самюел Ваймс, но никога не е бил напълно сигурен. Във всеки случай, след смъртта на Кийл/Ваймс, младият убиец Хавлок Ветинари се включва в битката на страната на Нощната стража и свидетелства за факта, че хората на Кийл са се били като тигри. В тяхна чест Патрицият предлага да възстанови унищожения от дракона в Стражите! Стражите! участък на Шосето на петмезената мина.